# Derai
Derai (bengalisch দিরাই Dirai) ist eine Stadt im Upazila Derai des Distrikts Sunamganj im Nordosten Bangladeschs und gehört zur Division Sylhet.

## Geschichte
Derai war früher als Babaganj Bazar bekannt. Es lebten dort zwei einflussreiche hinduistische Bewohner, Jitarāma und Dvidarāma, die das Gebiet in Derai Bazar umbenannten. Am 10. Dezember 1892 erkannte eine Bekanntmachung im Assam Gazette den Namen des Gebietes als Derai an. 1938 begann in Derai und den umliegenden Gebieten die Nankar-Rebellion. Derai wurde 1942 zum Verwaltungssitz einer gleichnamigen Thana und 1982 zum Verwaltungssitz des namensgebenden Upazilas.

## Geographie
Die Region ist geprägt von zahlreichen Haors — großen, napfförmigen Senken, die während der Monsunzeit stark überflutet werden und weite Wasserflächen bilden. Diese Feuchtgebiete dominieren die Landschaft. Der Distrikt Sunamganj, in dem Derai liegt, verfügt über mehr Haors als jeder andere Distrikt Bangladeschs. Er umfasst eine Fläche von 420,93 km².
Die Derai-Gemeinde ist in 9 Wards und 29 Mahallas unterteilt.

## Bevölkerung
Laut der Volks- und Wohnungszählung 2022 (Population and Housing Census 2022) des Bangladesh Bureau of Statistics (BBS) hatte Derai eine Bevölkerung von 32.154, davon 17.063 Männer und 15.091 Frauen. Die Gesamtbevölkerung des Upazilas Derai betrug 269.726 Personen, mit 136.134 männlichen und 133.592 weiblichen Einwohnern. Die Alphabetisierungsrate (7 Jahre und älter) in Derai lag bei 69,83 %.

## Wirtschaft
Die Landwirtschaft bleibt die primäre Lebensgrundlage. Es gibt weitere Kleinindustrien, die den lokalen Handel und die agro-basierte Wirtschaft repräsentieren. Reisanbau — insbesondere die Boro-Reissorte, die in der Trockenzeit auf den zurückgehenden Überschwemmungsebenen angebaut wird — ist eine dominierende landwirtschaftliche Tätigkeit. Das ausgedehnte Haor-System unterstützt eine reiche Binnenfischerei, die für einen großen Teil der Bevölkerung bedeutende Einkommens- und Nahrungsquellen liefert. Das Derai Upazila Health Complex verfügt nur über begrenzte medizinische Einrichtungen.